# Суд Осириса
Суд Осириса — суд загробного мира в древнеегипетской мифологии, описан в Книге мёртвых.

## История мифа
Суд Осириса появился в Книге мёртвых в начале правления XVIII династии, около 1550-х годов до н. э.
В Древнем царстве загробный суд описывался в древнеегипетских текстах, а в период Нового царства египтяне создали уже и изображения этого последнего суда.

## Содержание мифа
Умерший представал перед божественным судом в составе 42 богов, и суд на основании того, какую жизнь вёл человек, соблюдал ли он заповеди богини Маат, либо разрешал ему попасть в царство Осириса, либо отправлял к пожирающей души демонице Амат.